# Distrito Sur (Córdoba)
El Distrito Sur es uno de los diez distritos en que está dividida administrativamente la ciudad de Córdoba (España). Como su nombre indica, comprende la zona sur de la ciudad. Está delimitado al oeste y sur por el cauce del Río Guadalquivir, en el tramo comprendido entre el puente de la autovía A-4 y el puente de Andalucía; al norte por la autovía A-4 en el tramo comprendido entre el puente sobre el río Guadalquivir y confluencia con el puente de Andalucía.

## Barrios
Está compuesto por 4 barrios:
- Guadalquivir
- Sector Sur
- Fray Albino
- Campo de la Verdad-Miraflores.

## Transporte
Está comunicado mediante las siguientes líneas de AUCORSA:
| Línea | Trayecto                                                       |
| ----- | -------------------------------------------------------------- |
| 6     | Guadalquivir - Tejares - Levante                               |
| 9     | Sector Sur - Parque Figueroa                                   |
| 12    | El Naranjo - Sector Sur                                        |
| 14    | Sector Sur - Ciudad Sanitaria (Hospital Reina Sofía) - Fidiana |